# 워터프런트역 (밴쿠버)
워터프런트역(Waterfront)은 캐나다의 브리티시컬럼비아 주 다운타운 밴쿠버에 위치한 철도역으로, 캐나다의 주요 교통 시설의 시·종착역이자 주요 복합 대중 교통 시설로 이용되고 있다.

## 위치
워터프런트 역은 601 웨스트코르도바 가에서 그랜빌 가의 북쪽 기슭 바로 동쪽에 있는 버라드 만 남쪽 해안에 위치하고 있다. 역은 다음 지역에서 도보 내에 위치하고 있는데, 각각 개스타운(Gastown) 지구, 캐나다 플레이스(Canada Place) 크루즈 선박 터미널, 헬리젯 인터내셔널 헬기장, 그리고 하버 항공, 웨스트코스트 항공, 솔트스프링 항공 등 수상비행기의 터미널인 밴쿠버 하버 워터 비행장 등이 있다.
그 외 인근 시설로는 시내 캠퍼스인 사이먼 프레이저 대학교와 브리티시컬럼비아 공과대학(British Columbia Institute of Technology), 그리고 연방 정부 서비스인 싱클레어 센터(Sinclair Centre), 밴쿠버 컨벤션 센터(Vancouver Convention Centre), 하버 센터 오피스 타워의 회전 레스토랑과 전망대가 있다. 지하 통로는 페어몬트 워터프런트 호텔(Fairmont Waterfront Hotel) 및 캐나다 플레이스에 직접 연결된다. 역에는 2개의 다른 거리에 위치한 출입구가 있으며, 하우 가(Howe Street)에서 서쪽으로 가면 있는 출입구는 엑스포 선 및 밀레니엄 선(역 지도에서 승강장 1(platforms 1), 승강장 2(platforms 2)로 표시), 그랜빌 가에서 남쪽으로 가면 있는 출입구는 캐나다 선(platforms 3,4)으로 갈 수 있다.
워터프런트 역은 트랜스링크의 새로운 "T" 사이니지를 최초로 받아들였으며, 이것은 대중 교통 역을 나타낸다.이 사이니지는 2010년 올림픽 기간 동안 방문객들이 대중 교통 허브를 식별할 수 있도록 밴쿠버 다운타운 중심부에 설치되었다.

## 운영

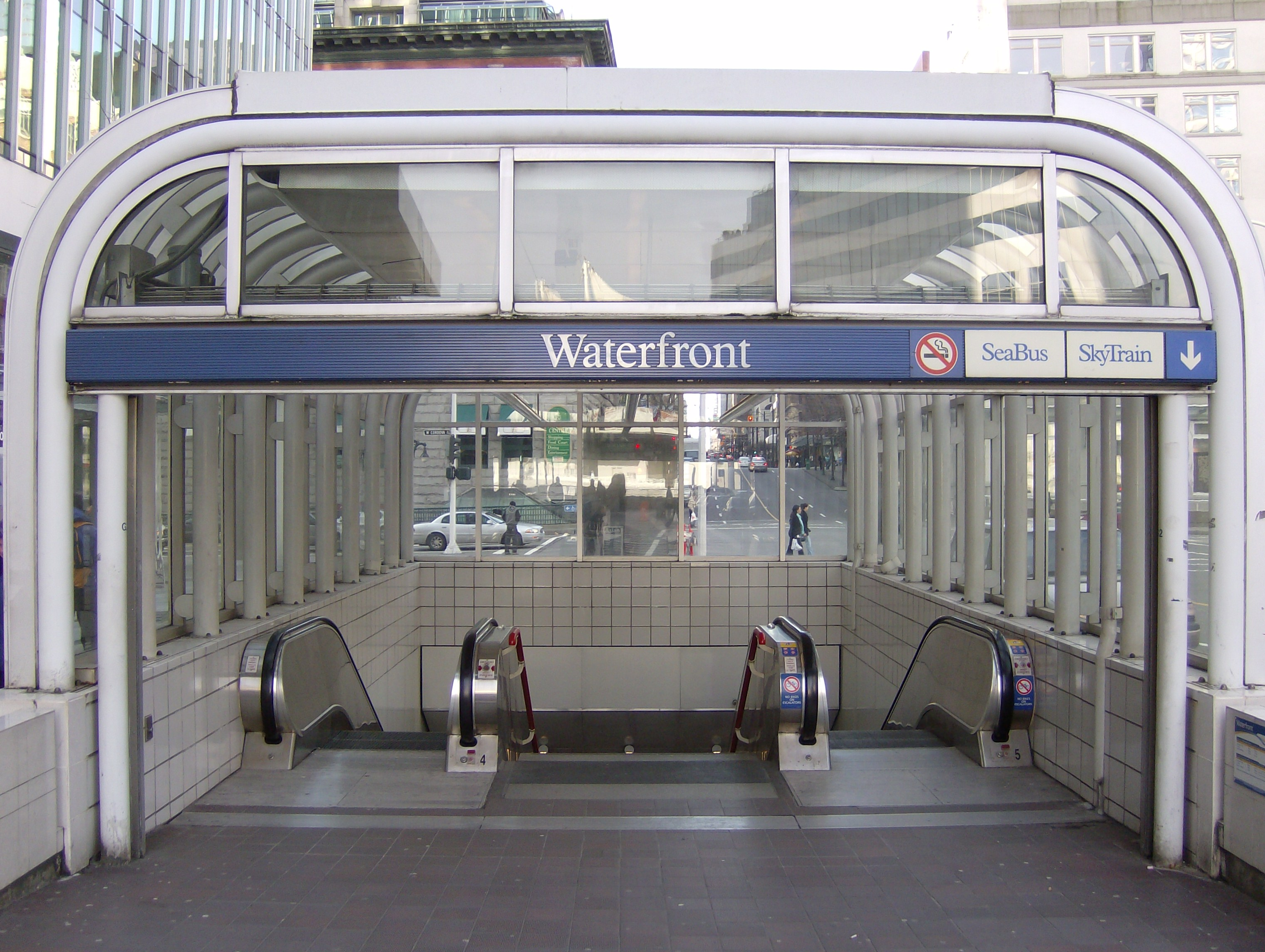
스카이 트레인 엑스포 선을 제공하는 워터프런트 역 출입구

워터프런트 역은 밴쿠버 다운타운에 있는 트랜스링크 서비스를 위한 복합 터미널이다.:
- 스카이 트레인 엑스포 선은 밴쿠버에서 버너비, 뉴웨스트민스터, 서리 (브리티시컬럼비아 주)까지 연결한다.;
- 스카이 트레인 캐나다 선은 밴쿠버에서 리치먼드 중부, 밴쿠버 국제공항까지 연결한다.;
- 웨스트 코스트 익스프레스 커뮤터 레일과 크레인 버스는 포트 무디, 코퀴틀럼, 포트코퀴틀럼, 피트메도스, 메이플리지, 미션으로 연결된다.;
- 시버스 여객선은 노스밴쿠버에 있는 론즈데일 선착장으로 연결된다.
- 지역, 교외, 특급 및 통근 버스 노선;
  - 헬리젯 인터네셔널 헬기장은 시버스 광장과 인접해 있어, 승객들이 워터프런트 역의 주요 터미널 빌딩으로 이동할 수 있다.
  - 밴쿠버 하버 워터 비행장 수상비행기 터미널도 캐나다 플레이스에서 서쪽으로 약 2블록 떨어진 곳에 있다.

2016년 10월 22일, 엑스포 선과 밀레니엄 선이 에버그린 익스텐션 개통을 준비하기 위해 재구성되었다. 그 결과 밀레니엄 선은 2002년 설립된 이래 워터프런트와 컬럼비아 역 구간이 엑스포 선으로 전환하여 이 역의 서비스가 중단되었다.

## 건축물
본역 건물은 신고전주의 양식으로 디자인되었으며, 부드럽고 하얀 이오니아 양식의 기둥과 그 좌우 대칭의 붉은 벽돌로 이루어져있다. 이오니아식 기둥은 공간의 둘레를 둘러싼 대형 실내 대합실에서 반복된다. 본역 대합실은 동쪽 및 서쪽 벽에 서로 마주 보는 두 개의 큰 시계가 있다. 다양하고 경치 좋은 캐나다 경관을 묘사한 그림이 기둥위의 벽에 일렬로 그려져있다.

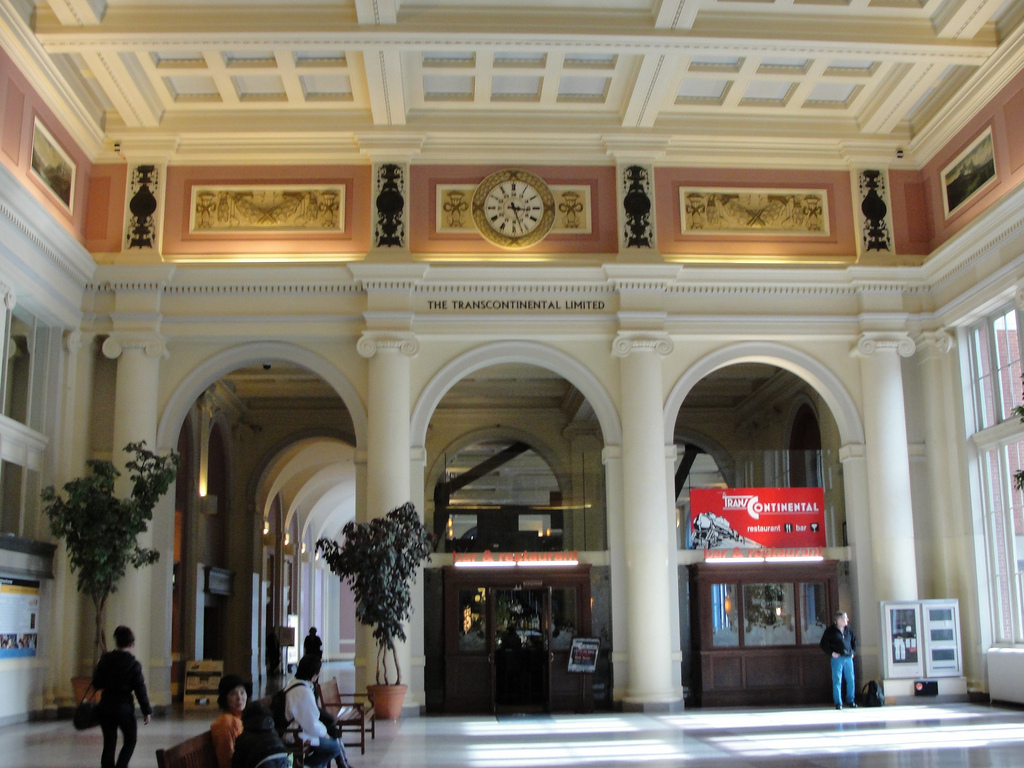
역 내부
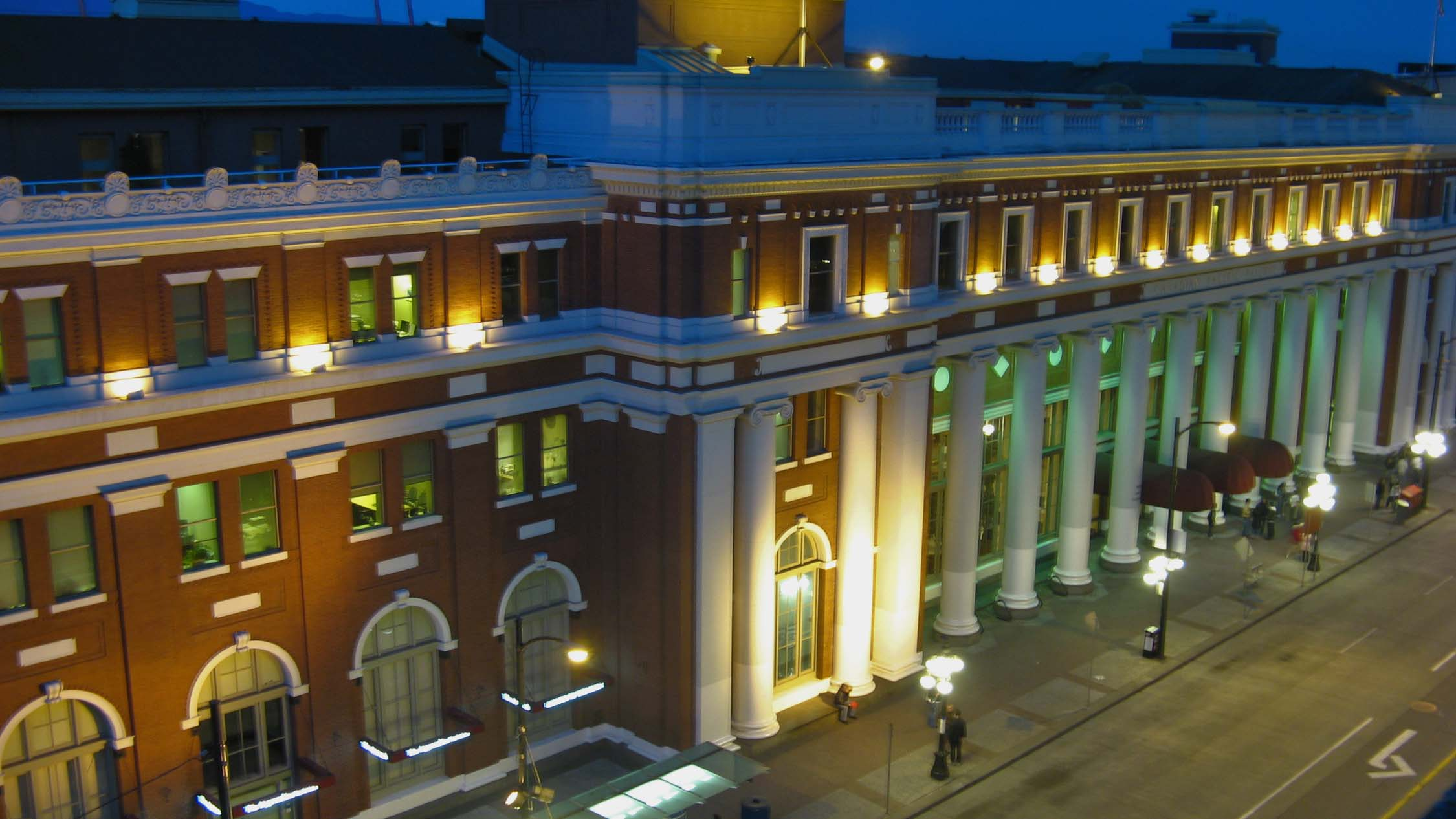
워터프런트 역 야경

## 역 정보

### 출입구
- 코르도바 가 출구 (터미널 빌딩) / Cordova Street Entrance (Terminal Building)  : 워터프런트 역의 모든 서비스를 연결하는 출입구. 출입구는 1,2번 승강장(엑스포 선)의 동쪽 끝과 3,4번 승강장(캐나다 선)의 북쪽 끝에 있다.
- 하우 가 출구 / Howe Street Entrance : 캐나다 플레이스를 연결하며, 싱클레어 센터와 워터프런트 센터를 지하로 연결한다. 이 출입구는 엘리베이터가 없다.
- 그랜빌 가 출구 / Granville Street Entrance  : 2009년 캐나다 선 개통과 함께 개방된 출입구이다. 남쪽 끝 3,4번 승강장(캐나다 선)의 남쪽 끝에 있다.

### 대중교통 연결
- 해당 로컬 버스는 터미널 건물(코르도바 가 출구) 앞의 웨스트코르도바 가에서 운행한다.:

44 UBC
50 False Creek South
- 해당 로컬 버스는 출구 건너편 코르도바 가와 시모어 교차로 인근에서 정차한다.:

3 Main
4 Powell
6 Davie
7 Nanaimo Station
8 Fraser
50 Waterfront Station
N8 Fraser
- 해당 버스는 헤이스팅스 가, 그랜빌 가 입구 북쪽에서 정차한다.:

135 Burrard Station
135 SFU
160 Port Coquitlam Station
190 Coquitlam Station (peak only)
- 해당 버스는 그랜빌 가 입구 남쪽의 펜더 가에서 정차한다.:

4 UBC
6 Davie
7 Dunbar
10 Granville
17 Oak
19 Stanley Park
19 Metrotown Station
22 MacDonald
22 Knight
N6 Downtown Night Bus
N19 Downtown Night Bus
N22 Downtown Night Bus
N24 Downtown Night Bus
- 그랜빌 가에서 추가 정차하는 버스:

4 Powell
5 Downtown
6 Downtown
7 Nanaimo Station
10 Downtown
14 UBC
14 Hastings
16 Arbutus
16 29th Avenue Station
17 Oak
20 Victoria
44 Downtown
50 Waterfront Station
50 False Creet South
209 Upper Lynn Valley (저녁 시간대에만)
210 Upper Lynn Valley
211 Seymour
214 Blueridge (PM peak only)
N24 Upper Lonsdale Night Bus

## 같이 보기
- 밴쿠버의 건축 문화재 목록
- 퍼시픽센트럴역